# Porphyrinia virginalis
Porphyrinia virginalis är en fjärilsart som beskrevs av Charles Oberthür 1881. Porphyrinia virginalis ingår i släktet Porphyrinia och familjen nattflyn. Inga underarter finns listade i Catalogue of Life.